# معركة بيتورا
معركة بيتوراهي رواية للكاتبة والناشرة الهندي أنويا شاوهان أنها روايتها الثانية بعد the zoya factor.

## الحبكة
جيمي امرأة عاديه عمرها 25 عامًا، تعيش في مومباي، وتعمل في استوديو للرسوم المتحركة وهي سعيدة جدًا بحياتها العادية والمستقلة.
كل شيء في حياتها كان يسير بشكل طبيعي حتى تتلقى مكالمة من جدتها تخبرها بضرورة العودة إلى مسقط رأسها "بيتورا "؛ لا ترغب جيني بالعودة في البداية ولكن بعد مكالمات متكررة من جدتها تراجعت أخيرًا. عندما تصل إلى بريتورا تجد مكانًا مختلفًا تمامًا عن المكان الذي تتذكره - مكانًا يمكنها فقط العودة إلى الحياة الطبيعية.

## الشخصيات الرئيسيه
- زين الطاف خان

- جايمان طاغور الرومي

- بوشبا باندي (جيجي)

- تاوني سليمان

- روشيه سينج

## فيلم التكيف (التأقلم)
فيلم هندي – منتجه: ريا كابور وهو فيلمًا يعتمد على الرواية. اعتبارًا من أكتوبر 2016، الفيلم قيد الإنتاج.